# Idrissa Gueye
Idrissa Gana Gueye (Dakar, 26 de septiembre de 1989) es un futbolista senegalés que juega de centrocampista en el Everton F. C. de la Premier League de Inglaterra.

## Trayectoria

### Inicios
Nacido en Dakar, Gueye jugó por el Diambars F. C. hasta que en 2008 fichó por el Lille O. S. C. francés. Fue promovido al primer equipo en la temporada 2010-11 y se consolidó en el once titular en el año en que su club ganó la Ligue 1 2010-11 y jugó la Liga de Campeones de la UEFA.

### Aston Villa
El 10 de julio de 2015, Gueye fichó por el Aston Villa F. C. de la Premier League por 9 millones de libras. Debutó en su nuevo club el 8 de agosto en la victoria de visita por 1-0 sobre el AFC Bournemouth. El 19 de enero de 2016, Gueye anotó su primer gol en el Villa al Wycombe Wanderers F. C. en la FA Cup. Jugó un total de 35 encuentros en su única temporada en el Aston Villa; temporada en que el club descendió a la segunda división.

### Everton
El 2 de agosto de 2016 fichó por el Everton F. C. de la Premier League por 7,1 millones de libras, firmando un contrato por cuatro años. En su primer año, el centrocampista registró el mayor número de recuperación de balón e intercepiones de las cinco grandes ligas europeas. Anotó su primer gol con el Everton el 25 de febrero de 2017 en la victoria por 2-0 al Sunderland A. F. C. en Goodison Park.
En febrero de 2018 renovó su contrato con el club hasta 2022.

### París Saint-Germain
A pesar de que el Everton rechazó una oferta del PSG en enero de 2019, el club parisino lo fichó el 30 de julio de ese mismo año por 30 millones de libras. Debutó en su nuevo club el 25 de agosto en la victoria por 4-0 sobre el Toulouse F. C.
El 1 de septiembre de 2022 regresó al Everton F. C. después de que ambos clubes acordaran su traspaso y firmara un contrato hasta 2024.

## Selección nacional
En julio de 2012 fue incluido en la lista de 18 jugadores que representaron a Senegal en el Torneo de Fútbol Masculino de los Juegos Olímpicos de Londres 2012.
Participó en la Copa Mundial Rusia 2018 en la que su selección quedó eliminada en fase de grupos.
El 24 de marzo de 2023, en un encuentro contra Mozambique, alcanzó las cien internacionalidades.

### Participaciones en Juegos Olímpicos
| JJ. OO.                  | Sede    | Resultado        |
| ------------------------ | ------- | ---------------- |
| Juegos Olímpicos de 2012 | Londres | Cuartos de final |

### Participaciones en Copa Africana de Naciones
| Copa                           | Sede              | Resultado        |
| ------------------------------ | ----------------- | ---------------- |
| Copa Africana de Naciones 2015 | Guinea Ecuatorial | Fase de grupos   |
| Copa Africana de Naciones 2017 | Gabón             | Cuartos de final |
| Copa Africana de Naciones 2019 | Egipto            | Subcampeón       |
| Copa Africana de Naciones 2021 | Camerún           | Campeón          |
| Copa Africana de Naciones 2023 | Costa de Marfil   | Octavos de final |

### Participaciones en Copa Mundial de Fútbol
| Mundial                        | Sede  | Resultado        |
| ------------------------------ | ----- | ---------------- |
| Copa Mundial de Fútbol de 2018 | Rusia | Fase de grupos   |
| Copa Mundial de Fútbol de 2022 | Catar | Octavos de final |

## Estadísticas

### Clubes
Actualizado al último partido disputado el 25 de mayo de 2025.
| Club | Div.          | Temporada     | Liga  | Liga  | Copas nacionales(1) | Copas nacionales(1) | Copas internacionales(2) | Copas internacionales(2) | Total | Total |
| Club | Div.          | Temporada     | Part. | Goles | Part.               | Goles               | Part.                    | Goles                    | Part. | Goles |
| --- | ------------- | ------------- | ----- | ----- | ------------------- | ------------------- | ------------------------ | ------------------------ | ----- | ----- |
| Lille O. S. C. Francia | 1.ª           | 2009-10       | 0     | 0     | 1                   | 0                   | 0                        | 0                        | 1     | 0     |
| Lille O. S. C. Francia | 1.ª           | 2010-11       | 11    | 0     | 1                   | 0                   | 6                        | 1                        | 18    | 1     |
| Lille O. S. C. Francia | 1.ª           | 2011-12       | 25    | 0     | 6                   | 0                   | 3                        | 0                        | 34    | 0     |
| Lille O. S. C. Francia | 1.ª           | 2012-13       | 29    | 0     | 4                   | 0                   | 5                        | 0                        | 38    | 0     |
| Lille O. S. C. Francia | 1.ª           | 2013-14       | 37    | 1     | 4                   | 0                   | —                        | —                        | 41    | 1     |
| Lille O. S. C. Francia | 1.ª           | 2014-15       | 32    | 4     | 2                   | 0                   | 10                       | 0                        | 44    | 4     |
| Lille O. S. C. Francia | Total club    | Total club    | 134   | 5     | 18                  | 0                   | 24                       | 1                        | 176   | 6     |
| Aston Villa F. C. Inglaterra | 1.ª           | 2015-16       | 35    | 0     | 3                   | 1                   | —                        | —                        | 38    | 1     |
| Aston Villa F. C. Inglaterra | Total club    | Total club    | 35    | 0     | 3                   | 1                   | 0                        | 0                        | 38    | 1     |
| Everton F. C. Inglaterra | 1.ª           | 2016-17       | 33    | 1     | 2                   | 0                   | —                        | —                        | 35    | 1     |
| Everton F. C. Inglaterra | 1.ª           | 2017-18       | 33    | 2     | 0                   | 0                   | 5                        | 1                        | 38    | 3     |
| Everton F. C. Inglaterra | 1.ª           | 2018-19       | 33    | 0     | 2                   | 0                   | —                        | —                        | 35    | 0     |
| París Saint-Germain F. C. Francia | 1.ª           | 2019-20       | 20    | 1     | 7                   | 0                   | 7                        | 0                        | 34    | 1     |
| París Saint-Germain F. C. Francia | 1.ª           | 2020-21       | 28    | 2     | 6                   | 0                   | 10                       | 0                        | 44    | 2     |
| París Saint-Germain F. C. Francia | 1.ª           | 2021-22       | 26    | 3     | 0                   | 0                   | 7                        | 1                        | 33    | 4     |
| París Saint-Germain F. C. Francia | Total club    | Total club    | 74    | 6     | 13                  | 0                   | 24                       | 1                        | 111   | 7     |
| Everton F. C. Inglaterra | 1.ª           | 2022-23       | 33    | 0     | 1                   | 0                   | ―                        | ―                        | 34    | 0     |
| Everton F. C. Inglaterra | 1.ª           | 2023-24       | 25    | 4     | 4                   | 0                   | ―                        | ―                        | 29    | 4     |
| Everton F. C. Inglaterra | 1.ª           | 2024-25       | 37    | 0     | 3                   | 0                   | ―                        | ―                        | 40    | 0     |
| Everton F. C. Inglaterra | Total club    | Total club    | 194   | 7     | 12                  | 0                   | 5                        | 1                        | 211   | 8     |
| Total carrera | Total carrera | Total carrera | 437   | 18    | 46                  | 1                   | 53                       | 3                        | 536   | 22    |
| (1) Incluye datos de la Copa de Francia, la Copa de la Liga de Francia, la Supercopa de Francia, la Copa de la Liga de Inglaterra y la FA Cup. (2) Incluye datos de la Liga Europa de la UEFA y la Liga de Campeones de la UEFA. |               |               |       |       |                     |                     |                          |                          |       |       |

## Palmarés

### Campeonatos nacionales
| Título                     | Club                      | País    | Año     |
| -------------------------- | ------------------------- | ------- | ------- |
| Copa de Francia            | Lille O. S. C.            | Francia | 2010-11 |
| Ligue 1                    | Lille O. S. C.            | Francia | 2010-11 |
| Supercopa de Francia       | París Saint-Germain F. C. | Francia | 2019    |
| Ligue 1                    | París Saint-Germain F. C. | Francia | 2019-20 |
| Copa de Francia            | París Saint-Germain F. C. | Francia | 2019-20 |
| Copa de la Liga de Francia | París Saint-Germain F. C. | Francia | 2019-20 |
| Supercopa de Francia       | París Saint-Germain F. C. | Francia | 2020    |
| Copa de Francia            | París Saint-Germain F. C. | Francia | 2020-21 |
| Ligue 1                    | París Saint-Germain F. C. | Francia | 2021-22 |
| Supercopa de Francia       | París Saint-Germain F. C. | Francia | 2022    |

### Campeonatos internacionales
| Título                    | Club (*)             | Sede    | Año  |
| ------------------------- | -------------------- | ------- | ---- |
| Copa Africana de Naciones | Selección de Senegal | Camerún | 2021 |

(*) Incluyendo la selección.